# Galați (län)
Galați är ett län (județ) i östra Rumänien med 627 331 invånare (2018). Det har 2 municipii, 2 städer och 59 kommuner.

## Municipii
- Galați
- Tecuci

## Städer
- Târgu Bujor
- Berești

## Kommuner
| - Bălăbănești - Bălășești - Băleni - Băneasa - Barcea - Berești - Berești-Meria - Brăhășești - Braniștea - Buciumeni - Cavadinești - Cerțești - Corni - Corod | - Cosmești - Costache Negri - Cuca - Cudalbi - Cuza Vodă - Drăgănești - Drăgușeni - Fârțănești - Foltești - Frumușița - Fundeni - Ghidigeni - Gohor - Grivița | - Independența - Ivești - Jorăști - Liești - Măstăcani - Matca - Movileni - Munteni - Nămoloasa - Negrilești - Nicorești - Oancea - Pechea - Piscu | - Poiana - Priponești - Rădești - Rediu - Scânteiești - Schela - Șendreni - Slobozia Conachi - Smârdan - Smulți - Suceveni - Țepu - Tudor Vladimirescu - Tulucești | - Umbrărești - Valea Mărului - Vânători - Vârlezi - Vlădești |